# 952
952 (CMLII) fue un año bisiesto comenzado en jueves del calendario juliano, en vigor en aquella fecha.

## Acontecimientos
- Hugo Capeto rey de los francos se casa con Adelaida de Aquitania.
- Erico I de Noruega se convierte en rey de Jórvik.

## Nacimientos
- Ōe no Masahira, poeta y confucianista japonés. (m. 1012)

## Fallecimientos
- Emperador Suzaku de Japón. (n. 922)
- Hugo, duque de Borgoña (n. 891)